# Edifici Balluta
Gli Edifici Balluta (in inglese: Balluta Buildings) sono uno storico edificio di San Giuliano a Malta.

## Storia
Il complesso, commissionato dal marchese Giovanni Scicluna e progettato dall'architetto Giuseppe Psaila, venne costruito nel 1928. I terreni su cui venne eretto erano in precedenza campi terrazzati facenti parte dei giardini della vicina Villa Sant'Ignazio. A partire dagli anni 1920, la villa e i suoi terreni furono suddivisi e venduti, e la prima parte dell'ex giardino ad essere edificata venne occupata proprio dagli Edifici Balluta. Il nome del complesso si deve agli alberi di quercia (in maltese: ballut) che crescevano di fronte ad esso e che hanno anche dato il nome alla prospiciente baia.

## Descrizione
Il complesso, affacciato sulla baia di Balluta, presenta uno stile art nouveau.

## Galleria d'immagini

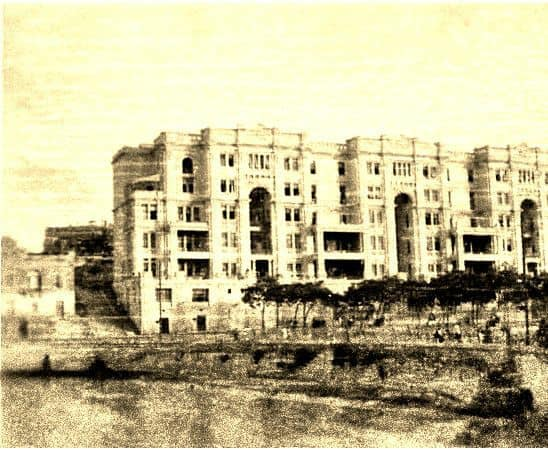
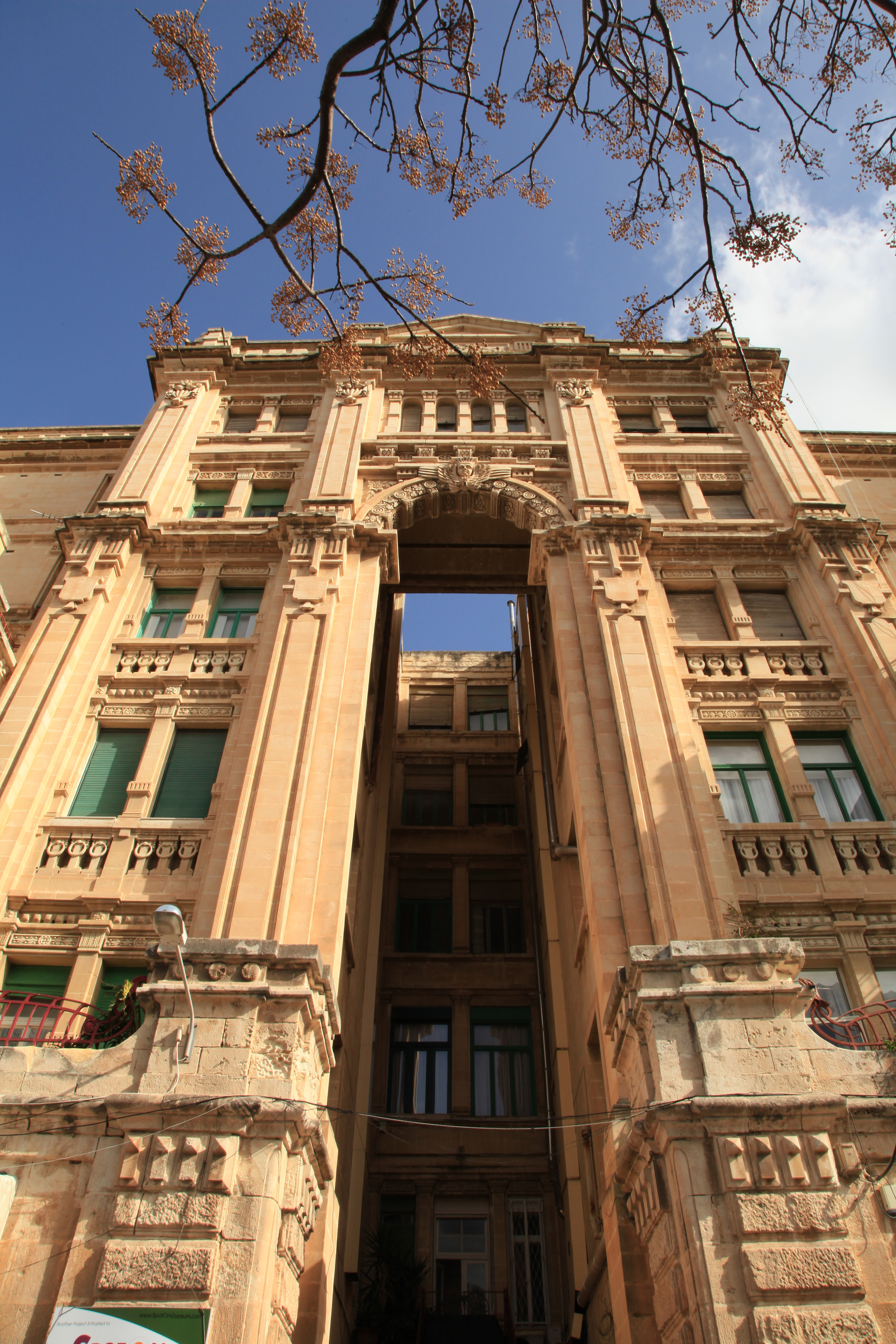
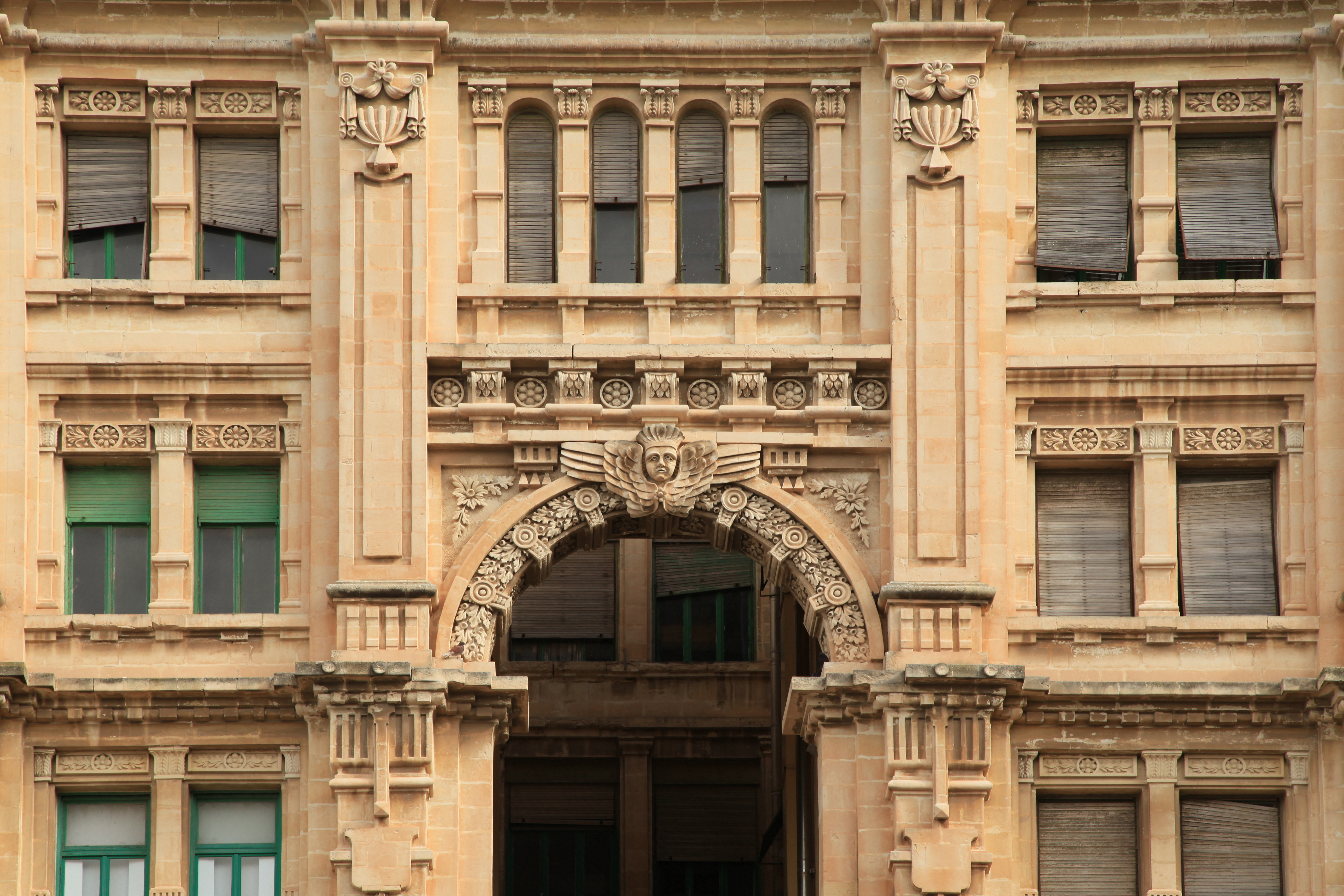